# Лугове (Сарненський район)
Лугове́ (раніше — Біла) — село в Україні, у Миляцькій сільській громаді Сарненського району Рівненської області. Населення становить 571 особа (2011).

## Назва
Раніше називалося Біла. Польською мовою згадується як Biała, російською — як Бѣлая.

## Географія
Селом протікає річка Канал Бениський.[джерело?]
Згідно з дослідженням 2017 року, за яким оцінювалися масштаби антропогенної трансформації території Дубровицького району внаслідок несанкціонованого видобутку бурштину, екологічна ситуація села характеризувалася як «конфліктна».

### Клімат
Клімат у селі вологий континентальний («Dfb» за класифікацією кліматів Кеппена). Опадів 616 мм на рік. Найменша кількість опадів спостерігається в лютому й сягає у середньому 29 мм. Найбільша кількість опадів випадає в червні — близько 90 мм. Різниця в опадах між сухими та вологими місяцями становить 61 мм. Пересічна температура січня — -5,6 °C, липня — 18,6 °C. Річна амплітуда температур становить 24,2 °C.
| Клімат Лугового                   | Клімат Лугового | Клімат Лугового | Клімат Лугового | Клімат Лугового | Клімат Лугового | Клімат Лугового | Клімат Лугового | Клімат Лугового | Клімат Лугового | Клімат Лугового | Клімат Лугового | Клімат Лугового | Клімат Лугового |
| Показник                          | Січ.            | Лют.            | Бер.            | Квіт.           | Трав.           | Черв.           | Лип.            | Серп.           | Вер.            | Жовт.           | Лист.           | Груд.           | Рік             |
| Середній максимум, °C             | −2,6            | −1,3            | 3,4             | 12,4            | 19,3            | 22,9            | 23,9            | 23,1            | 18,3            | 11,7            | 4,7             | 0,0             | 11,3            |
| Середня температура, °C           | −5,6            | −4,5            | −0,3            | 7,5             | 13,7            | 17,5            | 18,6            | 17,7            | 13,3            | 7,7             | 2,2             | −2,5            | 7,1             |
| Середній мінімум, °C              | −8,6            | −7,7            | −3,9            | 2,7             | 8,2             | 12,1            | 13,3            | 12,3            | 8,3             | 3,8             | −0,3            | −5              | 2,9             |
| Норма опадів, мм                  | 36              | 29              | 29              | 42              | 57              | 90              | 82              | 65              | 57              | 45              | 42              | 42              | 616             |
| --------------------------------- | --------------- | --------------- | --------------- | --------------- | --------------- | --------------- | --------------- | --------------- | --------------- | --------------- | --------------- | --------------- | --------------- |
| Джерело: Climate-Data.org (англ.) |                 |                 |                 |                 |                 |                 |                 |                 |                 |                 |                 |                 |                 |

## Історія
До 1917 року село входило до складу Російської імперії. У 1906 році село входило до складу Висоцької волості Рівненського повіту Волинської губернії Російської імперії. У 1918—1920 роки нетривалий час перебувало в складі Української Народної Республіки.
У 1921—1939 роки входило до складу Польщі. У 1921 році село входило до складу гміни Висоцьк Сарненського повіту Поліського воєводства Польської Республіки. 1 січня 1923 року розпорядженням Ради Міністрів Польщі Висоцька гміна вилучена із Сарненського повіту і включена до Столінського повіту. У 1935 році село Біла разом із залізничною станцією Біла та хутором Перса належали до однойменної громади гміни Висоцьк Поліського воєводства.
З 1939 року — у складі Рівненської області УРСР. У роки Другої світової війни деякі мешканці села долучилися до національно-визвольної боротьби у лавах ОУН та УПА. Загалом встановлено 3 жителів Лугового, які брали участь у визвольних змаганнях, усі 3 були репресовані.
У 1947 році село Біле разом з хутором Біла підпорядковувалося Більській сільській раді Висоцького району Ровенської області УРСР.
Відповідно до прийнятої в грудні 1989 року постанови Ради Міністрів УРСР село занесене до переліку населених пунктів, які зазнали радіоактивного забруднення внаслідок аварії на Чорнобильській АЕС, жителям виплачувалася грошова допомога. Згідно з постановою Кабінету Міністрів Української РСР, ухваленою в липні 1991 року, село належало до зони гарантованого добровільного відселення. На кінець 1993 року забруднення ґрунтів становило 3,19 Кі/км² (137Cs + 134Cs), молока — 9,92 мКі/л (137Cs + 134Cs), картоплі — 1,86 мКі/кг (137Cs + 134Cs), сумарна доза опромінення — 306 мбер, з якої: зовнішнього — 41 мбер, загальна від радіонуклідів — 265 мбер (з них Cs — 254 мбер).
Відповідно до Розпорядження Кабінету Міністрів України від 12 червня 2020 року № 722-р «Про визначення адміністративних центрів та затвердження територій територіальних громад Рівненської області» увійшло до складу Миляцької сільської громади

## Населення
Станом на 1859 рік, у власницькому селі Біла налічувалося 25 дворів та 245 жителів (113 чоловіків і 132 жінок), з них 242 православних і 3 євреїв. Станом на 1906 рік у селі був 61 двір та мешкало 479 осіб.
За переписом населення Польщі 10 вересня 1921 року в селі налічувалося 105 будинків та 629 мешканців, з них: 313 чоловіків та 316 жінок; 600 православних та 29 юдеїв; 600 українців та 29 євреїв.
Згідно з переписом УРСР 1989 року чисельність наявного населення села становила 630 осіб, з яких 315 чоловіків та 315 жінок. На кінець 1993 року в селі мешкало 588 жителів, з них 144 — дітей.
За переписом населення України 2001 року в селі мешкало 578 осіб. Станом на 1 січня 2011 року населення села становить 571 особа.

### Мова
Розподіл населення за рідною мовою за даними перепису 2001 року:
| Мова       | Кількість | Відсоток |
| ---------- | --------- | -------- |
| українська | 608       | 99.66%   |
| білоруська | 1         | 0.17%    |
| російська  | 1         | 0.17%    |
| Усього     | 582       | 100%     |

### Вікова і статева структура
Структура жителів села за віком і статтю (станом на 2011 рік):
| Вік   | Чоловіків | Жінок | Разом |
| ----- | --------- | ----- | ----- |
| 0-17  | 64        | 87    | 151   |
| 18-39 | 96        | 78    | 174   |
| 40-59 | 75        | 53    | 128   |
| 60+   | 47        | 71    | 118   |
| Разом | 282       | 289   | 571   |

### Соціально-економічні показники
| Працездатне населення | Працездатне населення | Працездатне населення | Працездатне населення | Працездатне населення | Працездатне населення | Непрацездатне населення | Непрацездатне населення | Непрацездатне населення | Непрацездатне населення | Непрацездатне населення | Непрацездатне населення | Все населення |
| Чоловіки              | Чоловіки              | Жінки                 | Жінки                 | Разом                 | Разом                 | Чоловіки                | Чоловіки                | Жінки                   | Жінки                   | Разом                   | Разом                   | 571           |
| ос.                   | %                     | ос.                   | %                     | ос.                   | %                     | ос.                     | %                       | ос.                     | %                       | ос.                     | %                       | 571           |
| --------------------- | --------------------- | --------------------- | --------------------- | --------------------- | --------------------- | ----------------------- | ----------------------- | ----------------------- | ----------------------- | ----------------------- | ----------------------- | ------------- |
| 160                   | 27                    | 145                   | 25                    | 305                   | 52                    | 55                      | 9                       | 70                      | 12                      | 125                     | 21                      | 571           |

| Зайняті  | Зайняті  | Зайняті | Зайняті | Зайняті | Зайняті | Безробітні | Безробітні | Безробітні | Безробітні | Безробітні | Безробітні | Все населення |
| Чоловіки | Чоловіки | Жінки   | Жінки   | Разом   | Разом   | Чоловіки   | Чоловіки   | Жінки      | Жінки      | Разом      | Разом      | 571           |
| ос.      | %        | ос.     | %       | ос.     | %       | ос.        | %          | ос.        | %          | ос.        | %          | 571           |
| -------- | -------- | ------- | ------- | ------- | ------- | ---------- | ---------- | ---------- | ---------- | ---------- | ---------- | ------------- |
| 388      | 21       | 310     | 17      | 698     | 37      | 163        | 9          | 189        | 10         | 352        | 19         | 571           |

| Дорослі | Діти | Пенсіонери | Інваліди Німецько-радянської війни | Учасники бойових дій | Інваліди всіх груп і категорій | Люди, які обслуговуються служб. соц. допом. на дому | Неповні сім'ї | Діти з неповних сімей | Багатодітні сім'ї | Діти з багатодітних сімей | Діти-інваліди | Діти-сироти | Одинокі багатодітні матері |
| ------- | ---- | ---------- | ---------------------------------- | -------------------- | ------------------------------ | --------------------------------------------------- | ------------- | --------------------- | ----------------- | ------------------------- | ------------- | ----------- | -------------------------- |
| 426     | 171  | 184        | -                                  | -                    | 33                             | 6                                                   | 1             | 2                     | 19                | 67                        | -             | -           | 1                          |

## Політика

### Органи влади
Місцеві органи влади представлені Миляцькою сільською громадою.

### Вибори
Село входить до виборчого округу № 155. У селі розташована виборча дільниця № 560275. Станом на 2011 рік кількість виборців становила 407 осіб.

## Культура
Діє Лугівська публічно-шкільна бібліотека, книжковий фонд якої становлять 4532 книги та яка має 2 місця для читання, 1 особу персоналу, кількість читачів — 500 осіб.

## Освіта
У селі діє Лугівська загальноосвітня школа І ступеня. У 2011 році в ній навчалося 39 учнів (із 80 розрахованих) та викладало 8 учителів.

## Релігія
У першій половині XIX століття село належало до греко-католицької парафії церкви Покрови Богородиці села Велюнь Ровенського повіту, а в 1840-х роках та другій половині XIX століття — до православної парафії церкви Покрови Пресвятої Богородиці села Велюнь Висоцької волості.

## Інфраструктура
Наявне відділення поштового зв'язку.

## Особистості

### Народилися
- Охмак Іван Миколайович (1991—2015) — старший солдат Збройних сил України, учасник російсько-української війни.

#### Офіційні дані та нормативно-правові акти
- Паспорт Дубровицького району (станом на 1 січня 2011 року) (doc). Дубровицька районна рада. Архів оригіналу за 10 лютий 2015. Процитовано 16 жовтня 2019.

#### Мапи
- Історичний Атлас України / Гол. ред. Л. Винар; Упорядн.: І. Тесля, Е. Тютько. Українське історичне товариство. — Монреаль; Нью-Йорк; Мюнхен, 1980. — 182 с.